# Агатон (архитект)
Вижте пояснителната страница за други личности с името Агатон.
Агатон (на старогръцки: Ἀγάθων, Agathon) е древногръцки архитект в Делфи през третата четвъртина на 4 век пр.н.е. Той образува заедно със син си Агасикрат и внук си Агатокъл династия на официалните храмови архитекти в Делфи.
Той завършва храма на Аполон VI в Делфи между 343 и 330 пр.н.е.
Той е споменат в надписа от 230/229 пр.н.е. (Sylloge inscriptionum Graecarum³ II Nr. 248).